# Stafsäter
Stafsäter este o arie protejată (arie specială de conservare — SAC, sit de importanță comunitară — SCI) din Suedia întinsă pe o suprafață de 56,6 ha, integral pe uscat.

## Localizare
Centrul sitului Stafsäter este situat la coordonatele 58°17′12″N 15°40′28″E / 58.2867°N 15.6745°E.

## Înființare
Situl Stafsäter a fost declarat sit de importanță comunitară în iunie 1996 pentru a proteja 1 specie de animale. Situl a fost protejat și ca arie specială de conservare în martie 2011.

## Biodiversitate
Situată în ecoregiunea boreală, aria protejată conține 2 habitate naturale: Pășuni din zone de pădure fino-scandinave, Mlaștini împădurite.
La baza desemnării sitului se află o specie protejată de  nevertebrate: Osmoderma eremita.